# Françoiz Breut

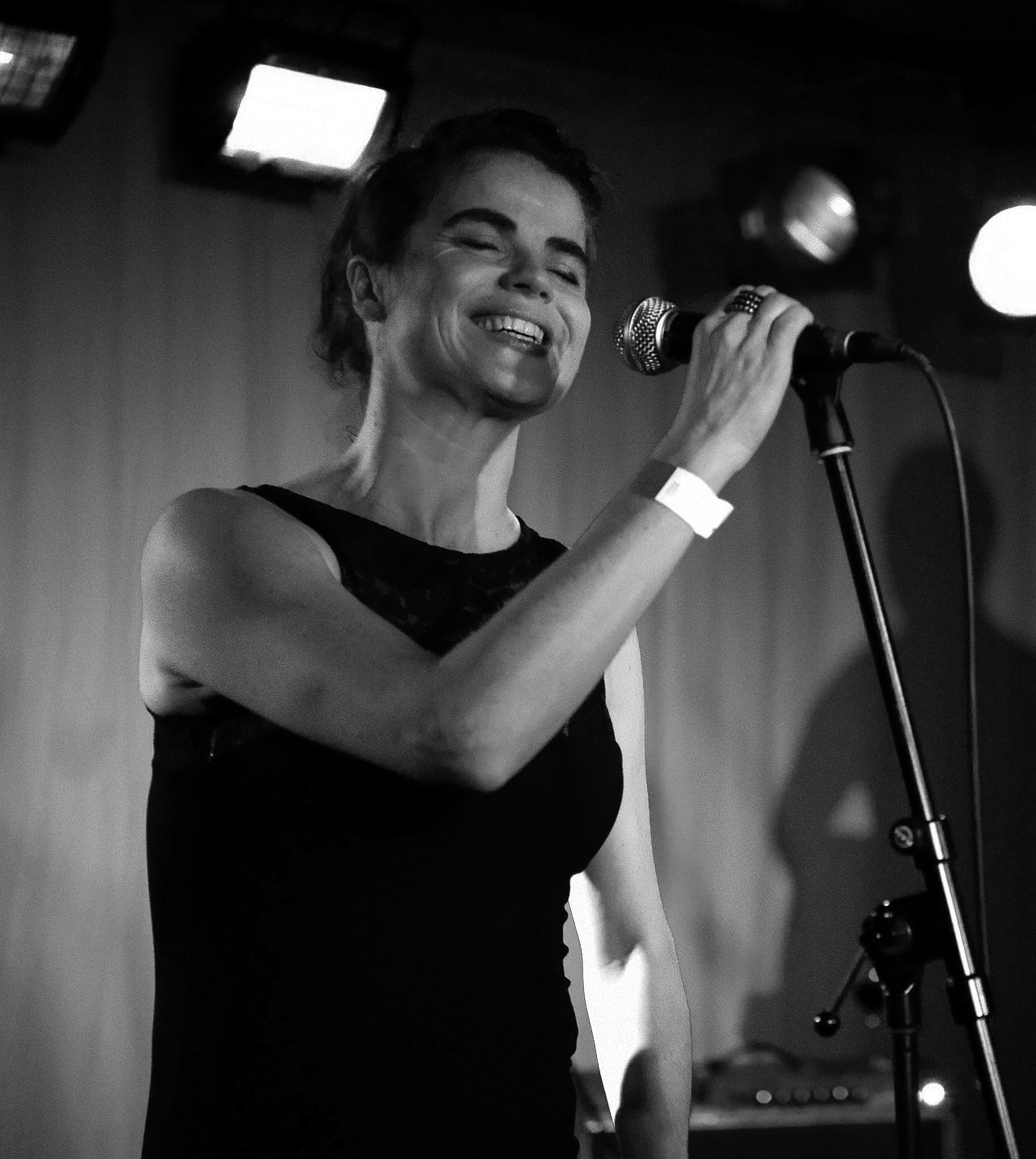
Françoiz Breut, en una actuació.

Françoiz Breut, nom artístic de Françoise Breut, (Cherbourg; 10 de desembre de 1969) és una il·lustradora i cantant de pop francesa.
Breut va iniciar el seu camí a món de la música arran de la seva relació sentimental amb l'estrella de pop Dominique A, quan aquest li va proposar col·laborar a tres cançons del seu àlbum Si je connais Harry, de 1993. Dominique A va escriure i arranjar la majoria de les cançons del seu primer àlbum de 1997. Breut ha col·laborat també amb Yann Tiersen i Calexico. Actualment, viu a Brussel·les.

## Discografia
- 1997. 08648046495 Francoiz Breut
- 2000. Vingt à trente mille jours
- 2005. Une saison volée
- 2008. à l'aveuglette